# Browar Wąsosz
Browar Wąsosz – browar rzemieślniczy mieszczący się w miejscowości Wąsosz pod Częstochową. Oprócz produkcji własnych piw udostępnia moce produkcyjne kilku browarom kontraktowym. 

## Historia
Browar Wąsosz powstał w 1993 r. jako firma rodzinna pod nazwą Browar GAB. Założył go w swoim gospodarstwie rolnym hodowca pieczarek Jan Kowalski, który na początku lat 90. XX wieku postanowił zmienić branżę i z produkcji grzybów przestawił się na piwowarstwo. Pierwotna nazwa browaru GAB wywodziła się od pierwszych trzech liter imienia córki właściciela - Gabrysi. Pierwsza warka piwa w browarze GAB została uwarzona w 1994 roku. Zakład przez cały czas działalności pod zarządem rodziny Kowalskich pozostawał browarem małym, regionalnym.
Browar GAB specjalizował się przez wiele lat, jako jeden z nielicznych w Polsce, w produkcji piw górnej fermentacji. Jego najciekawszymi markami były ciemne piwa specjalne GAB Stout i GAB Kama Sutra. Od 2009 roku browar zrezygnował z warzenia większości ze swoich dotychczasowych piw. Wprowadził w ich miejsce na rynek nowe marki piwa górnej fermentacji. Zaprzestał jednak ich wytwarzania w 2010 roku, ponieważ Browar Konstancin, który dzierżawił zakład, produkował w nim jedynie pod własną marką piwa jasne typu lager.
W 2011 r. browar został wydzierżawiony przedsiębiorcom z Krakowa. Nowi najemcy wznowili produkcję w zakładzie, pod nazwą Browar Południe.
w 2014 roku browar wydzierżawiła a następnie kupiła od pana Jana Kowalskiego grupa przedsiębiorców z Torunia, rolę prezesa obecnie pełni Włodzimierz Ziemkiewicz a jego zastępcą jest pani Violetta Dąbrowska. Browar warzy równolegle linię piw rzemieślniczych (głównie nowofalowe piwa górnej fermentacji) oraz linię klasyczną, w której zawierają się zarówno piwa dolnej jak i górnej fermentacji oraz piwa smakowe na bazie naturalnych składników. Roczna produkcja w Browarze Wąsosz wynosi ok. 20 tysięcy hektolitrów piwa.

## Portfolio marek

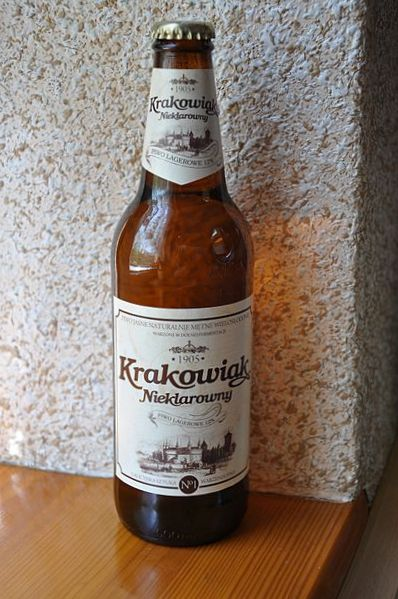

- Linia podstawowa
  - Marynka Pils
  - Pszeniczne
  - Wąsosz 9
  - Wąsosz 12
  - Wąsosz Miodowo-Malinowe
  - Wąsosz Miodowe
  - Wąsosz Malinowe
  - Wąsosz Jeżynowe
  - Wąsosz Jagodowe
  - Wąsosz 15
- Linia #piwozwąsem
  - Terrence (American IPA)
  - Sean (Dry Stout)
  - Sir Arthur (ESB)
  - Steve (American Lager)
  - Albert (American Hefeweizen)
  - Jules (CDA)
  - Prince (American Pale Ale)[5]